# Брага, Жуан
Жуа́н де Оливе́йра-и-Ко́шта Бра́га (порт. João de Oliveira e Costa Braga, 15 апреля 1945, Лиссабон) — португальский музыкант и певец, исполнитель фаду. Известен также как журналист и правый политический активист.

## Ранние годы
Родился в лиссабонском районе Алкантара. В детстве отличался слабым здоровьем, врачи сомневались, удастся ли ему дожить до совершеннолетия. Трудности ранней жизни способствовали укреплению характера Жуана, постоянной готовности к волевому усилию
Учился в частном колледже, с девяти лет пел в хоре. В 1957 году семья переехала в Кашкайш. Жуан начал петь в casas do fado — домах фаду. Увлекался также джазом и рок-н-роллом. Поступил на юридический факультет Лиссабонского университета, но в 1966 оставил учёбу, дабы целиком посвятить себя фаду.

## Молодость музыканта
В 1964 году Жуан Брага открыл свой дом фаду вместе с Франсишку Штоффелом. В 1965 году впервые выступил на фестивале фаду в Коруши. Приобрёл известность в ряду таких исполнителей, как Жуан Феррейра Роза, Карлуш ду Карму, Карлуш Рамуш, Тереза Тарука, Антониу де Мелу Корреа.
В конце 1966 года Жуан Брага выпустил свой первый мини-альбом É Tão Bom Cantar o Fado («Так хорошо петь фаду»). За ним последовали Tive um Barco («У меня была лодка»), Sete Esperanças («Семь надежд»), Sete Dias («Семь дней»), Jardim Abandonado («Заброшенный сад») и диск A Minha Cor («Мой цвет»). Тогда же начал выступать в музыкальной телепрограмме.
С 1968 года сотрудничал с Луишем Виллаш-Боашем — основателем первого португальского джаз-клуба. Участвовал в первом португальском джаз-фестивале в Кашкайше. До 1974 года редактировал музыкальный журнал Musicalíssimo.

## Политическая активность
Жуан Блага придерживался крайне правых политических взглядов. Позиционировался как националист, лузитанский интегралист, монархист, сторонник Антониу Салазара и Нового государства. Он враждебно принял Революцию гвоздик 25 апреля 1974. Опасаясь ареста, Жуан Брага эмигрировал во франкистскую Испанию.
В 1975 году Жуан Брага принял участие в антикоммунистическом движении, известном как Жаркое лето. Нелегально, контрабандистской тропой, проник в Португалию вместе с Валдемаром Парадела ди Абреу. Участвовал в июльской встрече руководителей правого подполья с каноником Мелу, на которой было принято решение о создании движения Мария да Фонте. Популярные певцы фаду, особенно Жуан Брага, играли видную роль в массовых антикоммунистических и антиправительственных выступлениях.
После стабилизации политического положения в 1976 году Жуан Брага открыто вернулся в Португалию. Вместе с Парадела ди Абреу активно поддержал правоцентристский Демократический альянс на парламентских выборах 1979. С гордостью говорит о своей борьбе против компартии, марксизма и «гонсалвишизма», но отмечает, что «яростная страсть» ЭЛП и МДЛП грозила повергнуть страну «в пучину ненависти и мести». Вдохновляется католическим социальным учением, особенно идеями Иоанна Павла II.
Взгляды и публичные выступления Жуана Браги далеки от принципов толерантности и политкорректности. Он положительно оценивает Салазара, высказывался в поддержку Дональда Трампа. Фраза на его странице в Фейсбуке о фильме «Лунный свет» («Теперь достаточно быть чёрным или геем, чтобы выиграть Оскар») спровоцировала крупный скандал, обвинения в расизме и гомофобии. Критику этого высказывания Жуан Брага охарактеризовал как «сталинистскую» попытку ограничить свободу слова.

## Исполнитель фаду
С 1978 года Жуан Брага живёт в Лиссабоне. До 1982 года владел рестораном Pátio das Cantigas, где исполнялись песни фаду. За период 1977—1987 годов выпустил альбомы Canção Futura (Песни будущего), Na Paz do Teu Amor (В мире твоей любви), Portugal/Mensagem, de Pessoa (Португалия/Послания, Пессоа), O Pão e a Alma (Хлеб и душа). Особое значение имел альбом Do João Braga Para a Amália (Жуан Брага — Амалии) — Амалия Родригеш, при всех политических различиях, как человек и деятель искусства оставалась для Браги примером и образцом.
В 1980—1981 годах участвовал в торжественных приёмах иностранных гостей — принцессы Монако Грейс Келли, президента Бразилии Жуана Фигейреду.
С 1984 года выступает не только как певец, но и как поэт и композитор. Переложил на музыку стихотворения Фернандо Пессоа, Мигела Торги, Давида Муран-Феррейры, Алешандре О’Нила, Педру ди Мелу. Сотрудничал с поэтом Мануэлом Алегре, несмотря на политико-идеологическую противоположность (Алегре — активный деятель соцпартии, бывший коммунист). Активно привлекал к своим концертам молодых исполнителей фаду — Марией Аной Бобоне, Катей Геррейру, Криштиной Бранку, Аной Моура, Маризой, Нуну Геррейру, Аной Софией Варела, Мафалдой Арнаут, Жуаной Амендейра — способствуя обновлению сцены.
В 1990 года выпустил свой первый компакт-диск Terra de Fados (Земля Фаду) — переложения на музыку стихотворений Пессоа, Алегре, Торги и других португальских поэтов. С 1991 по 2001 года появились Cantigas de Mar e Mágoa (Пение моря и горя), Em Nome do Fado (Именем фаду), Fado Fado (Фаду Фаду), Dez Anos Depois (Десять лет спустя), Cem Anos de Fado (Сто лет фаду).
Исполнительский стиль Жуана Браги характеризуется индивидуальностью, повышенной эмоциональностью, образностью мелодии, приоритетом текста, склонностью к импровизации.

## Награждение
В 2005 году Жуан Брага перенёс инфаркт. Его выздоровление было во многом объяснено незаурядной силой воли. В 2006 году он издал книгу Ai Este Meu Coração — Это, увы, моё сердце.
Регулярно публикует в лиссабонских изданиях Eles & Elas e Sucesso, O Independente, Diário de Notícias, Euronotícias, A Capital статьи культурной и общественной тематики.
30 января 2006 президент Португалии Жорже Сампайю наградил Жуана Брагу орденом Инфанта дона Энрике.
Жуан Брага женат, имеет двух сыновей.

## Дискография
- É Tão Bom Cantar o Fado (1967)
- Tive um Barco (1967)
- Sete Esperanças, Sete Dias (1967)
- Jardim Abandonado (1967)
- Recado a Lisboa (1968)
- Praia Perdida (1969)
- Rua da Sombra Larga (1970)
- Amor de Raiz (1972)
- A Minha Cor (1967)
- João Braga Fados (1969)
- Que Povo É Este, Que Povo? (1970)
- João Braga Canta António Calém (1971)
- El Fado (1972)
- Canção Futura (1977)
- Miserere (1978)
- Arraial (1980)
- Na Paz do Teu Amor (1982)
- Do João Braga Para a Amália (1984)
- Portugal/Mensagem, de Pessoa (1985)
- O Pão e a Alma (1987)
- Terra de Fados (1990)
- Cantigas de Mar e Mágoa (1991)
- Em Nome do Fado (1994)
- O Melhor dos Melhores n.º 28 (1994)
- Fado Fado (1997)
- Cem Anos de Fado vol. 1 (1999)
- Cantar ao Fado (2000)
- Cem Anos de Fado vol. 2 (2001)
- Dez Anos Depois (2001)
- Fados Capitais (2002)
- Fado Nosso (2009)